# Merlík smrdutý
Merlík smrdutý (Chenopodium vulvaria) je nízká, rozložitá bylina, která po rozemnutí intenzivně páchne. Tento druh rodu merlík, byť je v české přírodě původní druh, se v Česku stal rostlinou vzácnou.

## Jméno a popis
Druh popsal roku 1753 zakladatel biologické systematiky Carl Linné. Dle tradované historky uvedl, že "je cítit zápachem nemyté ženy". Zápach rostliny způsobuje obsažená látka methylamin. Původní české jméno, kterým rostlinu označili bratři Preslové, bylo merlík psí kunda. Toto mírně úsměvné jméno bylo později nahrazeno synonymním výrazem merlík smrdutý.

## Rozšíření
Roste v mírném pásu Evropy a Asie až po Pamír.  Druhotně je téměř kosmopolitním druhem, byl rozšířen do Ameriky, Afriky i Austrálie. Na území České republiky má těžiště výskytu v Čechách i na Moravě v oblastech termofytika s částečně i mezofytika.

## Ekologie
Synantropní druh preferující osluněná místa s půdou suchou, písčitou a se zvýšeným obsahem dusíkatých látek. Nejčastěji roste na ruderálních stanovištích, u skládek biologického odpadu a hnojišť, okolo starých venkovských hospod, městských zídek a plotů. Této konkurenčně velmi slabé rostlině vyhovují místa, kde často vykonávají lidé i psi svou malou potřebu a tamní sešlapávaná půda svým přebytkem amoniakálního dusíku a dalších živin neprospívá jiným druhům rostlin. Dobře se mu daří i ve městech na sečených trávnících, kde se často venčí psi.

## Popis
Jednoletá rostlina charakteristická svým výrazným šedobílým pomoučení lodyhy, listů i květů. Lodyha je plazivá či vystoupavá, až 30 cm dlouhá, rýhovaná, silně rozkladitě větvená a dolní větve mívá přitisknuté k půdě. Střídavě vyrůstající řapíkaté listy mají mírně nesouměrnou, do 2 cm dlouhou čepel, ta bývá široce vejčitá až kosočtverečná, po obvodě má na obou stranách tupý, tříhranný zub a její vrchol je tupě špičatý.
Nejčastěji oboupohlavné, drobné květy jsou sestaveny do malých klubíček, která tvoří řídké úžlabní nebo koncové klasovité laty. Květy mají zelené, taktéž poprášené, pětidílné, vytrvalé okvětí nálevkovitého tvaru, pět tyčinek (které někdy úplně chybí) a svrchní semeník s jedním vajíčkem a dvěma krátkými čnělkami s bliznami, které dozrávají dříve než pyl v prašnících. Květy rozkvétají postupně od května do října, nemají nektar a jsou opylovány větrem.
Plodem je asi 1 mm velká, kulovitá, mírně zploštělá nažka obalená suchým okvětím. Obsahuje černé semeno s hladkým osemením. Ploidie druhu je 2n = 18.

## Záměna
Rostliny obsahují methylamin a po rozemnutí nepříjemně páchnou. Tento charakteristický zápach bývá přirovnáván k pachu hnijící ryby nebo - jak napovídá popis od C. Linné - k pachu nemyté ženy. Z pokožky potřísněné rostlinnou šťávou nelze tento puch snadno smýt. Usušené rostliny z herbářů, i několik desítek let staré, po navlhčení opět zapáchají. Pro tuto vlastnost nelze merlík smrdutý zaměnit s jiným druhem rostoucím v české krajině.

## Ohrožení
Merlík smrdutý se stal v České republice pro své akutní ohrožení vzácnou rostlinou. S rozvojem urbanismu je ohrožen zánikem míst vhodných pro jeho růst. Jsou likvidována pohoršení budící špinavá, sešlapaná a pokálená prostranství, která mu ještě v nedávné minulosti pomáhali udržovat lidé, psi a domácí zvířectvo (slepice a husy). Růst společenské kulturnosti a obecný zákaz volného pobíhání zvířat se stal pro něj silně ohrožujícím faktorem. Před úplným vymizením ho snad zachrání zimní solení chodníků a cest. V „Červeném seznamu cévnatých rostlin“ z roku 2012 je zařazen mezi silně ohrožené druhy (C2t), jejichž počty rychle klesají.Doložené lokality